# Euherdmania dentatosiphonis
Euherdmania dentatosiphonis är en sjöpungsart som först beskrevs av C.S. Millar 1975.  Euherdmania dentatosiphonis ingår i släktet Euherdmania och familjen Euherdmanniidae. Inga underarter finns listade i Catalogue of Life.